# باشگاه فوتبال پائولیستا
باشگاه فوتبال پائولیستا در ۱۷ مه ۱۹۰۹ توسط کارگران شرکت راه‌آهن پائولیستا در ژونژیی در فاصله ۶۰ کیلومتری سائوپائولو تأسیس شد.آنها در حال حاضر در بخش پائولیستائو سگوندا، رده چهارم لیگ ایالتی سائوپائولو بازی می‌کنند.
استادیوم خانگی، استادیوم جیم سینترا با ظرفیت ۱۵۰۰۰ نفر است. آنها با لباس‌های راه راه سیاه، سفید و قرمز، شورت و جوراب سفید بازی می‌کنند.

## نام‌های باشگاه
این تیم که با نام پائولیستا تأسیس شد، در دهه ۱۹۹۰ نام‌های مختلفی داشت. در سال ۱۹۹۵، نام «لوزانو پائولیستا» بود. در سال ۱۹۹۹، با حمایت پارمالات، نام تیم «اتی ژونژیی» بود، زیرا پائولیستا نام رقیب پارمالات است. در سال ۲۰۰۲، تیم حمایت پارمالات را از دست داد و نام تیم فقط ژونژیی شد. در سال ۲۰۰۳، نام تیم به «باشگاه فوتبال پائولیستا» تغییر یافت.

## جام حذفی فوتبال برزیل سال ۲۰۰۵
پائولیستا با نتایج جدول زیر توانست در سال ۲۰۰۵، فاتح جام حذفی فوتبال برزیل موسوم به کوپا دو برازیل شود.
| مرحله          | بازی                              | بازی رفت | بازی برگشت             |
| -------------- | --------------------------------- | -------- | ---------------------- |
| مرحله اول      | پائولیستا - ژوونتود               | ۱–۰      | ۱–۱                    |
| مرحله دوم      | پائولیستا - بوتافوگو              | ۱–۱      | ۲–۲                    |
| مرحله سوم      | اینترناسیونال - پائولیستا         | ۱–۰      | ۰–۱ (۲–۴ ضربات پنالتی) |
| یک چهارم نهایی | فیگیرنسه - پائولیستا              | ۱–۰      | ۰–۱ (۱–۳ ضربات پنالتی) |
| نیمه‌نهایی      | پائولیستا - باشگاه فوتبال کروزیرو | ۳–۱      | ۲–۳                    |
| فینال          | پائولیستا - فلومیننزه             | ۲–۰      | ۰–۰                    |